# Eustrotia curvibasis
Eustrotia curvibasis är en fjärilsart som beskrevs av Max Wilhelm Karl Draudt 1950. Eustrotia curvibasis ingår i släktet Eustrotia och familjen nattflyn. Inga underarter finns listade i Catalogue of Life.